# Rombuszkrokodil

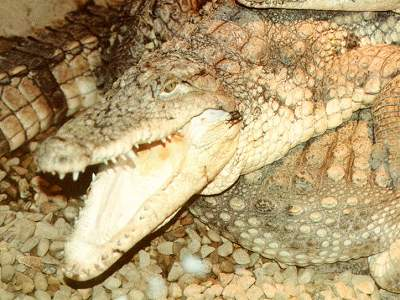

A rombuszkrokodil vagy más néven kubai krokodil (Crocodylus rhombifer) a hüllők (Reptilia vagy Sauropsida) osztályába a krokodilok (Crocodilia) rendjébe és a krokodilfélék (Crocodylidae) családjába tartozó faj.

## Előfordulása
A legkisebb területen elterjedt krokodilfaj, csak Kubában él, Zapata és Lanier édesvizű mocsaraiban.
A 19. század során még elterjedtebb fajnak számított, előfordult a fővárostól, Havannától délre eső területeken is, valamint az Isla de la Juventad szigeten is. Fosszlizálódott maradványait megtalálták Grand Cayman szigetén is, mely a Kajmán-szigetek tagja. Hogy onnan miért pusztult ki, nem ismert.

## Megjelenése
Erőteljes testfelépítésű, közepes termetű krokodil faj, általában 3,5 méter hosszú, bár régi feljegyzések 5 méteres egyedekről is beszámolnak. A legfőbb jellegzetességük a szemük mögött húzódó, feltűnően kiemelkedő 1-1 csontos taréj. A fogazata – különösen a tompa hátsó fogai révén – elsősorban a teknősök páncéljának feltöréséhez alkalmazkodott. A kevésbé kifejlett úszóhártyái a szárazföldön gyorsabb mozgást tesznek lehetővé, az erős farok pedig nem csak az úszásban, hanem – szárazföldön – az elrugaszkodásban is segíti.

## Életmódja
A fiatal egyedek puhatestűekkel és kis halakkal, a kifejlettek halakkal, teknősökkel és kisebb emlősökkel táplálkoznak. Egyes feltételezések szerint az óriáslajhár vadászatára való specializálódásának eredményeként alakultak ki a tompa hátsó fogai, amelyek most kiválóan alkalmasak a teknőspáncél feltörésére is.
Kitűnő úszók, de a szárazföldön is gyorsan és ügyesen mozognak. A vadászat és táplálkozás során sokszor együttműködnek, sőt rangsor is megfigyelhető közöttük.

## Szaporodása
A párzási időszak májusban kezdődik és 3–4 hónapig tart. A nőstény fészket épít vagy gödröt ás, attól függően milyen alapanyagok, illetve talaj áll a rendelkezésére. A fészkébe rendszerint 30–40, ritkán 60 tojást rak. A nagyszámú tojással ellensúlyozza a fiatalok nagy halandóságát. Ugyanis a 99%-uk nem éri el a felnőttkort, nemcsak a ragadozók, tojásrablók veszélyeztetik őket, hanem a kifejlett egyedek is. Az 58–70 nap múlva kikelő krokodilok neme a hőmérséklettől függ: 30–32 °C-os fészekhőmérsékleten hímek, más esetben nőstények kelnek ki a tojásokból.

## Természetvédelmi helyzet
Ritka faj. Bőre miatt az emberek majdnem a kihalásig vadászták. Mivel egyébként is viszonylag kis területen fordult elő, állományait könnyű volt ilyen fokig megritkítani.
A kubai kormány védett fajnak nyilvánította, és szerepel a CITES első függelékében is, vagyis nem lehet egyedeket kivinni a szigetországból. Fogságban viszonylag könnyen tartható, az Egyesült Államokban elég sok egyedét tartják.
Állatkertekben nem túl gyakori, Magyarországon a Pécsi Állatkertben látható.